# أب باي ارغوان (بشتكوه)
أب باي ارغوان (بالفارسية: آبپای ارغوان) هي قرية تقع في إيران في Poshtkuh Rural District. يقدر عدد سكانها بـ 24 نسمة بحسب إحصاء 2016.